# Vasikkasaari (ö i Finland, Birkaland, Tammerfors, lat 61,57, long 24,27)
Vasikkasaari är en ö i Finland. Den ligger i sjön Vesijärvi och i kommunen Kangasala i den ekonomiska regionen Tammerfors och landskapet Birkaland, i den södra delen av landet, 160 km norr om huvudstaden Helsingfors. Öns area är 16,7 hektar och dess största längd är 0,9 kilometer i öst-västlig riktning.